# Фредеріксбург (Вірджинія)
Фредеріксбург (англ. Fredericksburg) — незалежне місто в США, центр округу Спотсильванія в штаті Вірджинія. Населення — 27 982 особи (2020).

## Географія
Фредеріксбург розташований за координатами 38°17′57″ пн. ш. 77°29′12″ зх. д. / 38.29917° пн. ш. 77.48667° зх. д. (38.299272, -77.486658) у північній частині Вірджинії, на річці Раппаханнок, приблизно на рівній відстані від Ричмонда і від Вашингтона.  За даними Бюро перепису населення США в 2010 році місто мало площу 27,22 км², з яких 27,04 км² — суходіл та 0,18 км² — водойми.
Розташоване в центрі крупного аграрного регіону, є також кілька підприємств легкої промисловості.

### Клімат
| Клімат : Фредеріксбург                                                         | Клімат : Фредеріксбург | Клімат : Фредеріксбург | Клімат : Фредеріксбург | Клімат : Фредеріксбург | Клімат : Фредеріксбург | Клімат : Фредеріксбург | Клімат : Фредеріксбург | Клімат : Фредеріксбург | Клімат : Фредеріксбург | Клімат : Фредеріксбург | Клімат : Фредеріксбург | Клімат : Фредеріксбург | Клімат : Фредеріксбург |
| Показник                                                                       | Січ.                   | Лют.                   | Бер.                   | Квіт.                  | Трав.                  | Черв.                  | Лип.                   | Серп.                  | Вер.                   | Жовт.                  | Лист.                  | Груд.                  | Рік                    |
| Середній максимум, °C                                                          | 7,4                    | 9,3                    | 13,8                   | 19,7                   | 24,4                   | 29,2                   | 31,0                   | 30,3                   | 26,7                   | 21,1                   | 15,2                   | 9,4                    | 19,8                   |
| Середній мінімум, °C                                                           | −4,3                   | −3,3                   | 0,7                    | 6,1                    | 11,3                   | 16,9                   | 19,5                   | 18,7                   | 14,4                   | 7,2                    | 2,0                    | −2,6                   | 7,3                    |
| Норма опадів, мм                                                               | 74                     | 64                     | 101                    | 85                     | 104                    | 101                    | 115                    | 86                     | 110                    | 86                     | 95                     | 81                     | 1102                   |
| Днів з опадами                                                                 | 9,5                    | 10,1                   | 11,4                   | 11,7                   | 12,5                   | 10,2                   | 13,1                   | 10,0                   | 9,4                    | 8,8                    | 9,8                    | 11,2                   | 127,7                  |
| ------------------------------------------------------------------------------ | ---------------------- | ---------------------- | ---------------------- | ---------------------- | ---------------------- | ---------------------- | ---------------------- | ---------------------- | ---------------------- | ---------------------- | ---------------------- | ---------------------- | ---------------------- |
| Джерело: NOAA (precipitation days at Fredericksburg National Battlefield Park) |                        |                        |                        |                        |                        |                        |                        |                        |                        |                        |                        |                        |                        |

## Демографія
Згідно з переписом 2010 року, у місті мешкало 24 286 осіб у 9505 домогосподарствах у складі 4854 родин. Густота населення становила 892 особи/км².  Було 10467 помешкань (384/км²).
Расовий склад населення:
| - 64,2 % — білих - 22,6 % — чорних або афроамериканців - 2,8 % — азіатів - 0,4 % — корінних американців - 0,1 % — вихідців з тихоокеанських островів - 5,9 % — осіб інших рас |

До двох чи більше рас належало 3,9 %. Частка іспаномовних становила 10,7 % від усіх жителів.
За віковим діапазоном населення розподілялося таким чином: 19,7 % — особи молодші 18 років, 70,4 % — особи у віці 18—64 років, 9,9 % — особи у віці 65 років та старші. Медіана віку мешканця становила 28,8 року. На 100 осіб жіночої статі у місті припадало 84,8 чоловіків;  на 100 жінок у віці від 18 років та старших — 80,2 чоловіків також старших 18 років.
Середній дохід на одне домашнє господарство  становив 72 876 доларів США (медіана — 51 762), а середній дохід на одну сім'ю — 83 004 долари (медіана — 62 361). Медіана доходів становила 55 101 долар для чоловіків та 39 060 доларів для жінок. За межею бідності перебувало 16,5 % осіб, у тому числі 19,5 % дітей у віці до 18 років та 8,7 % осіб у віці 65 років та старших.
Цивільне працевлаштоване населення становило 13 384 особи. Основні галузі зайнятості: освіта, охорона здоров'я та соціальна допомога — 22,7 %, науковці, спеціалісти, менеджери — 14,6 %, мистецтво, розваги та відпочинок — 13,5 %, роздрібна торгівля — 12,5 %.

## Відомі особистості
Місто назване на честь принца Уельського Фредеріка.
В поселенні народився:
- Г'ю Скотт (1900—1994) — американський юрист і політик.